# KAON Media
KAON MEDIA Co., Ltd. is een Zuid-Koreaanse elektronicafabrikant die voornamelijk producten fabriceert voor de ontvangst van digitale televisie via satelliet of kabel, waaronder settopboxen, satellietontvangers en digitale videorecorders.